# ويندي باغويل
ويندي باغويل (بالإنجليزية: Wendy Bagwell)‏ هو مغني أمريكي، ولد في 16 مايو 1925 في تشامبلي في الولايات المتحدة، وتوفي في 13 يونيو 1996.

## وصلات خارجية
- ويندي باغويل على موقع ميوزك برينز (الإنجليزية)
- ويندي باغويل على موقع ديسكوغز (الإنجليزية)